# Amedeo Balestrieri
Amedeo Balestrieri, detto Jones (Parma, 12 agosto 1939 – Parma, 8 marzo 2019), è stato un calciatore italiano, di ruolo attaccante.

## Carriera

Balestrieri (in piedi, penultimo da sinistra) al Perugia nel 1968

Iniziò la carriera agonistica nel Parma, club nel quale militò tre stagioni in cadetteria, debuttando in prima squadra il 10 marzo 1957 nella sconfitta sul campo del Brescia (0-2); nella stagione 1957-1958 visse un intermezzo alla Libertas Correggio, nel Campionato Interregionale di Seconda Categoria. Nell'estate seguente tornò quindi a Parma, dove s'impose contribuendo con alcune decisive reti alla salvezza della squadra ducale.
Nel 1960 passò alla Portocivitanovese, in quarta serie, ottenendo la promozione in Serie C a seguito della vittoria del girone E della Serie D 1960-1961. Con i marchighiani, che nel frattempo avevano cambiato il nome in Civitanovese, restò sino al 1963. La militanza nel club adriatico fu interrotta nel 1962 da un breve prestito al Torino, impegnato nella Coppa dell'Amicizia italo-franco-svizzera 1962, competizione in cui giocò l'incontro pareggiato per 1-1 dai granata contro l'Olympique Lione; i piemontesi ottennero il secondo posto finale, perdendo nel doppio confronto finale contro il Lens.
Nel 1963 fu ingaggiato dal Pisa, in Serie C, chiudendo la stagione al terzo posto del girone B. L'anno seguente tornò a giocare tra i cadetti tra le file della Pro Patria, ottenendo il nono posto. Nel 1965 passò al Cosenza, in terza serie. Con i silani si piazzò al secondo posto del girone C, a un solo punto dalla Salernitana prima classificata. La stagione successiva è al Siracusa, club con cui ottiene la permanenza in terza serie.
Nel 1967 Balestrieri ritorna tra i cadetti tra le file del neopromosso Perugia. Con gli umbri ottiene la permanenza di categoria al termine degli spareggi salvezza, ma anche una squalifica record di 7 giornate a seguito di un violento alterco con l'arbitro Bigi, iniziato con una controversa espulsione comminatagli nella trasferta di Palermo del 4 febbraio 1968 e poi proseguito sul volo di ritorno dalla Sicilia. La stagione seguente passa inizialmente al Genoa, club cadetto con cui gioca un solo incontro, la sconfitta esterna 1-4 del 6 ottobre 1968 contro la Lazio, prima di venire ceduto all'Internapoli. Con i campani ottenne il terzo posto del girone C della Serie C 1968-1969. La stagione seguente, sempre in terza serie, Balestrieri la disputa con la casacca dell'Entella, sodalizio con cui ottiene il quindicesimo posto del girone B.
Nel 1970 ritorna al Genoa, appena retrocesso in Serie C. Con i liguri vince il girone B, guadagnando la promozione in cadetteria. Segnò la sua prima rete con i rossoblù il 13 settembre 1970, nella vittoria casalinga contro l'Olbia, incontro della prima giornata di campionato. La stagione successiva passa al Savona, sempre in Serie C, dove termina la carriera agonistica.

## Palmarès
- Campionato italiano Serie D: 1

Portocivitanovese: 1960-1961 (girone E)
- Campionato italiano Serie C: 1

Genoa: 1970-1971 (girone B)